# Gordola
Gordola est une commune suisse du canton du Tessin, située dans le district de Locarno.

Photo aérienne prise à 1500 m par Walter Mittelholzer (1919)